# 2000年スペイングランプリ
2000年スペイングランプリ (Gran Premio Marlboro de Espana) は、2000年F1世界選手権の第5戦として、2000年5月7日にカタロニアサーキットで開催された。

## レース概要
予選ではミハエル・シューマッハがポールポジションを獲得、 2位がミカ・ハッキネン、3位ルーベンス・バリチェロ、4位デビッド・クルサード、5位ラルフ・シューマッハ、6位ジャック・ヴィルヌーヴとなった。
決勝ではスタートでシューマッハがハッキネンより僅かに遅れたためラインを外れたが、優位を保つためにコースを横切りハッキネンをブロックした。後方ではラルフがスタートに成功し、バリチェロのイン側、クルサードのアウトから3位に浮上した。その後ろではヴィルヌーヴがハインツ＝ハラルド・フレンツェンとヤルノ・トゥルーリを抑えて6位で走行する。
間もなく先頭グループは3つに分裂した。シューマッハとハッキネンが第1グループとしてトップ争いを繰り広げた。ラルフは3位でクルサードとバリチェロを従え第2グループを形成した。第3グループはヴィルヌーヴ、フレンツェン、トゥルーリにジェンソン・バトンが加わった。だが、21周目にヴィルヌーヴは機械トラブルのためリタイアした。24周目、シューマッハが3秒のリードを保ってピットインする。7.3秒で送り出すが、慌ててスタートしたため燃料クルーが怪我を負ってしまう。25周目、バリチェロとクルサードがピットインする。クルサードは2速ギアを選択、バリチェロのピット作業はいつもより時間がかかった。それでもバリチェロはクルサードの前でピットアウトしたが、それはラルフがピットストップ後も彼らの前にいたことを意味した。26周目、ハッキネンがピットインする。ソフトタイヤで走行していたが思いのほかタレなかったため、ピットストップ後のシューマッハとの差は0.6秒にまで縮まっていた。
トゥルーリもピットストップで問題が生じ、その後ろではバトンとフレンツェンが6位を争っていた。シューマッハはレース序盤のようにハッキネンを引き離すことができず、その差は0.4～0.8秒で推移していた。その後ろではバリチェロはラルフに対してクルサードのようにプレッシャーを与えられなかった。レースは5位のクルサードが39ラップ目にピットインするまで同じ順位が続いた。バリチェロとラルフは順位が変わらないままであった。クルサードがペースを上げて両者の前に出て、ラルフはフラストレーションがたまったバリチェロの前にいた。その後方ではバトンがフレンツェンの前で6位を保つ。41ラップ目にシューマッハとハッキネンは共にピットインした。シューマッハは給油リグがうまく入らず17秒を費やした。
シューマッハはペースが上がらず、その間にハッキネンは1周あたりおよそ1秒ずつリードを広げた。そして、クルサードはシューマッハに1周ラップあたりおよそ1秒ずつ差を詰めていった。47周目、1コーナー手前でシューマッハはイン側に寄ったが、クルサードはアウトから抜くことに成功した。50周目、ラルフが10コーナーでシューマッハにオーバーテイクを仕掛けるが、もつれてる間にバリチェロが一気に2台をパス、ラルフはシューマッハをパスすることはできた。シューマッハは直後にピットインし、順位変わらず5位でコースに戻った。左リアタイヤが空気漏れを起こしていたため、ピットストップ後はペースが回復した。63周目、バトンのエンジンがトラブルを起こしたためフレンツェンが6位に浮上する。結局ハッキネンがシーズン初勝利を上げ、クルサードが2位となりマクラーレンが1-2を達成した。3位はバリチェロ、4位がラルフ、5位がシューマッハであった。ハッキネンはこれで1998年と1999年に続いてスペイングランプリ3連勝となり、クルサードも3年連続2位となった。

## 決勝
| 順位     | No | ドライバー                       | チーム                    | 周回 | タイム         | グリッド | ポイント |
| -------- | -- | -------------------------------- | ------------------------- | ---- | -------------- | -------- | -------- |
| 1        | 1  | ミカ・ハッキネン                 | マクラーレン-メルセデス   | 65   | 1:33'55.390    | 2        | 10       |
| 2        | 2  | デビッド・クルサード             | マクラーレン-メルセデス   | 65   | +16.066        | 4        | 6        |
| 3        | 4  | ルーベンス・バリチェロ           | フェラーリ                | 65   | +29.112        | 3        | 4        |
| 4        | 9  | ラルフ・シューマッハ             | ウィリアムズ-BMW          | 65   | +37.311        | 5        | 3        |
| 5        | 3  | ミハエル・シューマッハ           | フェラーリ                | 65   | +47.983        | 1        | 2        |
| 6        | 5  | ハインツ＝ハラルド・フレンツェン | ジョーダン-無限ホンダ     | 65   | +1'21.925      | 8        | 1        |
| 7        | 17 | ミカ・サロ                       | ザウバー-ペトロナス       | 64   | +1 lap         | 12       |          |
| 8        | 23 | リカルド・ゾンタ                 | BAR-ホンダ                | 64   | +1 lap         | 16       |          |
| 9        | 11 | ジャンカルロ・フィジケラ         | ベネトン-プレイライフ     | 64   | +1 lap         | 13       |          |
| 10       | 12 | アレクサンダー・ヴルツ           | ベネトン-プレイライフ     | 64   | +1 lap         | 18       |          |
| 11       | 7  | エディ・アーバイン               | ジャガー-コスワース       | 64   | +1 lap         | 9        |          |
| 12       | 6  | ヤルノ・トゥルーリ               | ジョーダン-無限ホンダ     | 64   | +1 lap         | 7        |          |
| 13       | 8  | ジョニー・ハーバート             | ジャガー-コスワース       | 64   | +1 lap         | 14       |          |
| 14       | 20 | マルク・ジェネ                   | ミナルディ-フォンドメタル | 63   | +2 laps        | 20       |          |
| 15       | 21 | ガストン・マッツァカーネ         | ミナルディ-フォンドメタル | 63   | +2 laps        | 21       |          |
| 16       | 15 | ニック・ハイドフェルド           | プロスト-プジョー         | 62   | +3 laps        | 19       |          |
| 17       | 10 | ジェンソン・バトン               | ウィリアムズ-BMW          | 61   | エンジン       | 10       |          |
| リタイア | 19 | ヨス・フェルスタッペン           | アロウズ-スーパーテック   | 25   | ギアボックス   | 11       |          |
| リタイア | 22 | ジャック・ヴィルヌーヴ           | BAR-ホンダ                | 21   | ハイドロリック | 6        |          |
| リタイア | 14 | ジャン・アレジ                   | プロスト-プジョー         | 1    | 接触           | 17       |          |
| リタイア | 18 | ペドロ・デ・ラ・ロサ             | アロウズ-スーパーテック   | 1    | 接触           | 22       |          |
| リタイア | 16 | ペドロ・ディニス                 | ザウバー-ペトロナス       | 0    | スピン         | 15       |          |

## 第5戦終了時点でのランキング
| 順位 | ドライバー             | ポイント |
| ---- | ---------------------- | -------- |
| 1    | ミハエル・シューマッハ | 36       |
| 2    | ミカ・ハッキネン       | 22       |
| 3    | デビッド・クルサード   | 20       |
| 4    | ルーベンス・バリチェロ | 13       |
| 5    | ラルフ・シューマッハ   | 12       |

| 順位 | コンストラクター        | ポイント |
| ---- | ----------------------- | -------- |
| 1    | フェラーリ              | 49       |
| 2    | マクラーレン-メルセデス | 42       |
| 3    | ウィリアムズ-BMW        | 15       |
| 4    | ジョーダン-無限ホンダ   | 9        |
| 5    | ベネトン-プレイライフ   | 8        |

- 注：ドライバー、コンストラクター共にトップ5のみ表示。